# Steven Swanson
Steven Ray Swanson (* 3. Dezember 1960 in Syracuse, New York, USA) ist ein ehemaliger US-amerikanischer Astronaut.

## Ausbildung
Aufgewachsen ist Swanson in Steamboat Springs (Colorado), wo er bis 1979 die High School besuchte. Anschließend studierte er in Boulder an der University of Colorado Technische Physik. Nach seinem Bachelordiplom belegte er an der Florida Atlantic University das Fach Informatik und erhielt 1986 den Mastertitel.
Swanson arbeitete danach ein Jahr als Softwareingenieur bei der Kommunikationsfirma GTE (seit 2000 Verizon Wireless) in Arizona, bis er zur NASA wechselte. Am Johnson Space Center (JSC) in Houston (Texas) kümmerte er sich zunächst um das Shuttle Training Aircraft (STA), das den Astronauten als Übungsflugzeug dient. Das STA ist mit einem Bordcomputer ausgestattet, der es erlaubt, das Flugverhalten einer Raumfähre beim Landeanflug zu simulieren. Daneben setzte er sein Informatikstudium fort und promovierte 1998 an der Texas A&M University.

## Astronautentätigkeit
Als einer von 17 Missionsspezialisten wurde Swanson im Juni 1998 vorgestellt, nachdem er sich bereits zwei Jahre zuvor erfolglos beworben hatte. Aus insgesamt 2.618 Bewerbern, die den formalen Auswahlkriterien entsprachen, waren 101 Finalisten hervorgegangen. Diese wurden im Herbst 1997 ins JSC zu Tests, Gesprächen und medizinischen Untersuchungen eingeladen. Im Anschluss an die zweijährige Grundausbildung wurde er in der Raumstations- und der Robotikabteilung eingesetzt.

### STS-117
Seit dem Frühjahr 2005 bereitete sich Swanson auf seinen ersten Raumflug vor, der unter der Bezeichnung STS-117 im Juni 2007 stattfand. Die Atlantis brachte das S3/S4-Element zur Internationalen Raumstation (ISS). Zusammen mit Patrick Forrester führte er zwei der vier Außenbordeinsätze durch. Dabei wurden das S3/S4-Bauteil an die Station montiert, die Solarpaneele aus- und der zweite Flügel des Solarmoduls P6 eingefahren.

### STS-119
Im Oktober 2007 wurde er für die Weltraummission STS-119 eingeteilt. Bei dieser Space-Shuttle-Mission wurde das letzte Solarzellenelement der ISS ins All gebracht. Der Start erfolgte am 15. März 2009. Die STS-119-Mission ging am 28. März 2009 mit der Landung am Kennedy Space Center in Florida erfolgreich zu Ende.

### ISS-Langzeitaufenthalt
Am 25. Juli 2011 wurde Swanson als Reserve-Bordingenieur für die ISS-Expeditionen 37 und 38 eingeteilt, kam aber nicht zum Einsatz. Für die nächste verfügbare Expedition rückte er dann in die Hauptmannschaft auf. Der Start des Raumschiffs Sojus TMA-12M erfolgte am 25. März 2014, die Kopplung an die ISS mit zwei Tagen Verspätung am 27. März. Während der Expedition 39 arbeitete Swanson als Bordingenieur. Nach dem Abdocken von Sojus TMA-11M am 13. Mai 2014 übernahm er das Kommando der ISS-Expedition 40. Am 11. September 2014 erfolgte die Rückkehr zur Erde.

## Privates
Swanson ist mit Mary Drake Young verheiratet und hat drei Kinder.